# Pierre Schaeffer
Pierre Schaeffer, francoski radijski inženir in skladatelj, 14. avgust 1910, Nancy, Francija, † 19. avgust 1995, Aix-en-Provence, Francija.
Schaeffer je bil kot skladateljski samouk pionir elektroakustične glasbe, ki jo je imenoval musique concrete. Tovrstno glasbo v nasprotju s tradicionalno komponirano glasbo (ki je v osnovi abstraktna) sestavljajo posnetki naravnega okolja, urbanih področij, strojev, itd., torej konkretnih zvokov.
Življenje
Schaeffer je bil rojen v Nancyju v Franciji, 14.8.1910. Oba starša sta bila glasbenika. Oče je bil violinist, mati pa pevka. Sprva se je zdelo, da bo Pierre prav tako videl glasbo kot kariero, a so ga starši odvrnili od tega in se je zato izobraževal v inženirstvu. Študiral je na več univerzah v tej smeri. Šolanje je zaključil leta 1934.
Istega leta se je prvič zaposlil kot inženir. Naslednje leto pa je začel razmerje z Elisabeth Schmitt, ki sta se istega leta poročila in dobila Marie-Claire Schaeffer. Nato so se preselili v Francijo, kjer se je pridružil radiodifuziji française. leta 1936 je začel delati v radijskih oddajah in prestavitvah. Ko je bil tam, se je začel oddaljevati od svojih prvotnih deležev v telekomunikacijah in namesto tega začel opravljati glasbo, ki predstavlja njegovo strast do zvoka. V svojem delu na postaji Schaeffer eksperimentira z napisi drugih naprav in aplikacije teh zvokov. uporabijo svojo opremo. To obdobje eksperimentiranja je bila pomembna za razvoj Schaefferja, kar je prineslo napredek mnogo temeljnih vprašanj je imel na mejah sodobnega glasbenega izraza.
V teh poskusih, Pierre poskusili igranje zvokov nazaj, jih upočasnjuje, jih pospešiti in jih nizanje z drugimi zvoki, vse tehnike, ki so bile skoraj neznane v tistem času. Delo Schaefferja postopoma postala bolj avant-garde, kot je izpodbijana tradicionalni glasbeni stil z uporabo različnih naprav in praks. Uporabljal je veliko različnih  elektronskih instrumentov, kot so kromatske, drsne in univerzalne phonogenese, Francois BAYLE je Acousmonium in številne druge naprave, kot so gramaphones...Leta 1938 je Schaeffer začel svojo kariero kot pisec, z različnimi članki in eseji za Revue Musicale (francoski reviji glasbe). Njegovo prvo delo govori o kritičnemu pregled. glasbenih vidikov časa. Leta 1942 je ustanovil Studio d'Essai (kasneje znan kot Club d'Essai), ki je igrala pomembno vlogo pri dejavnostih francoskega odpora med drugo svetovno vojno, kasneje pa je postal središče glasbene dejavnosti. Pierre je postal znan aktivist proti jedrskemu gibanju, ki je eden od glavnih dejavnikov, povezanih z njegovo osebno življenje, ki ni njegovo delo na področju glasbe. Leta 1949 Schaeffer srečal s tolkalcem-skladatelj Pierre Henry, s katerim je sodeloval na mnogih različnih glasbenih kompozicij, in leta 1951 je ustanovil Groupe de Recherche de musique concrete (GRMC) v francoskem radiu institucije. Ta mu je dal nov studio, ki je vključeval magnetofon. To je bil pomemben razvoj za Schaeffer, ki je prej imela za delo s fonogramih in gramofoni za izdelavo glasbe. Njegova edina opera, Orphée 53 ("Orpheus 53"), je premiero doživela leta 1953. Schaeffer zapustil GRMC leta 1953 reformiral skupino leta 1958 kot Groupe de Recherche Musicale (GRM).Leta 1988 se je pojavil v članku New York Times, saj Schaeffer vodil 498-članski reševalno ekipo v Leninakan za pomoč pri iskanju preživelih po potresu. Schaeffer je postal profesor na pariškem konservatoriju 1968-1980 po ustvarjanju. Umrl je 19.8.1995 
Nekatera njegova glasbena dela
Vse skladbe Schaefferja so bile zabeležene pred prihodom CD-ja, bodisi na kasetah ali več arhaično obliko magnetnega traku.. Prvotna proizvodnja tržišča njegovega dela je bilo opravljeno z "Groupe de Recherches Musicales" družbe, ki je bil prvotno oblikovanje okrog njegovih kreacij. Druga glasba je bila oddaja v živo. 
Nekaj njegovih glasbenih del: 
•	Pet študij hrupa (1948)
•	Suita za 14 inštrumentov (1949)
•	Odmrznjene besede (1952; glasba za radijske produkcije)
•	Prizori Don Juana (1952 naključno glasbo, sodelovanje z Monique Rollin)
•	Nočno življenje železnice (1959 naključna glasba)
•	Fedra (1959 naključna glasba)
1. 1 2 3  Fichier des personnes décédées mirror
2. 1 2  Person Profile // Internet Movie Database — 1990.
3. 1 2  data.bnf.fr: platforma za odprte podatke — 2011.